# Miljevići (miasto Sarajewo Wschodnie)
Miljevići (cyr. Миљевићи) – wieś w Bośni i Hercegowinie, w Republice Serbskiej, w mieście Sarajewo Wschodnie, w gminie Istočno Novo Sarajevo. W 2013 roku liczyła 1265 mieszkańców.